# Jacques-Pierre Gisors
Pour les articles homonymes, voir Gisors (homonymie).
Jacques-Pierre Gisors (1755-1818), dit aussi « de Gisors » ou « Gisors l'Aîné », est un architecte français. En 1779 il partage le prix de Rome avec François-Jacques Delannoy.

## Biographie
Né le 21 janvier 1755 à Paris, Jacques-Pierre Gisors est le fils de Pierre de Gisors (1718-1796) et de Rose Bellu. Originaire de Mouflaines, dans l'actuel département de l'Eure, son père s'est installé vers 1736 dans la capitale, où il est devenu bourgeois de Paris et limonadier. Devenu pour sa part architecte, Jacques-Pierre Gisors épouse en 1777 Marie Rivoire, fille d'un chef d'atelier textile et commerçant d'origine lyonnaise, également installé à Paris.
Divorcé en 1793, mentionné architecte du gouvernement, attaché au ministère de l'Intérieur, il meurt le 17 avril 1818 à son domicile situé rue du Faubourg Saint-Martin à Paris. Inhumé au cimetière du Père-Lachaise (division 20), sa stèle funéraire est constituée d'une colonne, portant inscrits son nom et ses dates de naissance et de mort, couronnée d'une urne en pierre.
Jacques-Pierre de Gisors est le frère de Charles-Jacques Gisors (v. 1747-1826), gendre du sculpteur Etienne Louis Infroit.

## Carrière
De sa formation on sait seulement qu'il fut l'élève d'Étienne-Louis Boullée.
En 1778, à 22 ans, il concourt au prix de Rome avec un projet de prison et obtient le grand prix. Mais ce résultat est annulé du fait d'une réclamation des élèves qui argumentent sur le fait qu'une connaissance frauduleuse du programme serait la source d'inspiration de son esquisse et le prix est mis en réserve. Il se représente l'année suivante (1779) et obtient de nouveau le prix avec le consentement à l'unanimité de ses rivaux. Il partage ce prix avec François-Jacques Delannoy avec qui il est envoyé à Rome.
Le sujet précisait notamment qu'il s'agissait « d'un édifice destiné à former un muséum, contenant des productions et le dépôt des sciences, celui des arts libéraux et celui des objets de l'histoire naturelle » avec comme précision que le « dépôt des arts comprendra des salles et galeries pour la peinture, la sculpture et l'architecture » et « que, si le musée doit comporter des salles techniques et des salles d'étude pour les personnes destinées au service public, il ne sera pas le siège des académies ». Son esquisse présente un bâtiment austère et monumental sur la base d'un plan en croix grecque.
Après son retour de Rome, il ouvre un atelier école à l'hôtel des Arts. Charles Percier y sera élève avant d'aller chez Antoine-François Peyre, plus connu.
En 1787, il propose un projet d'arc de triomphe avec statue de Louis XVI faisant face à celle d'Henri IV sur le Pont Neuf à Paris.
Sous la Révolution française, il fut député à l'Assemblée communale de Paris.
Avec Étienne-Chérubin Leconte, il aménagea en forme d'hémicycle l'ancienne salle des Machines du théâtre des Tuileries pour la Convention nationale.
Les deux architectes créèrent ensuite au Palais Bourbon une salle des séances, toujours en forme d'hémicycle, pour le Conseil des Cinq-Cents (1795-1798),.
En 1801, il propose avec Étienne-Chérubin Leconte un projet de façade pour le Palais Bourbon afin de dissimuler la salle des séances du Corps législatif et répondre symétriquement au Temple de la Gloire par un nouveau péristyle mais c'est le projet de Bernard Poyet qui est retenu.
En 1812, il fait partie de la commission chargée de surveiller les travaux de l'Arc de triomphe de l'Étoile après la mort de Jean-François Chalgrin.

## Principales réalisations
- Hémicycle du Palais Bourbon en collaboration avec Emmanuel-Chérubin Leconte en 1795[17]
- Maison d'angle à trois étages carrés 132 rue d'Aboukir et 3 rue Chénier dans le 2e arrondissement de Paris.

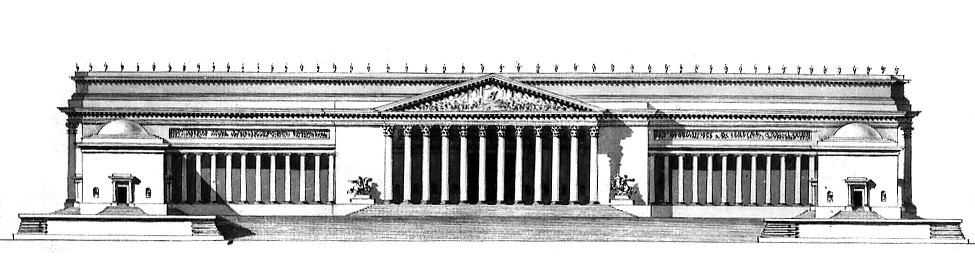
Projet de muséum des Beaux-Arts (1779).
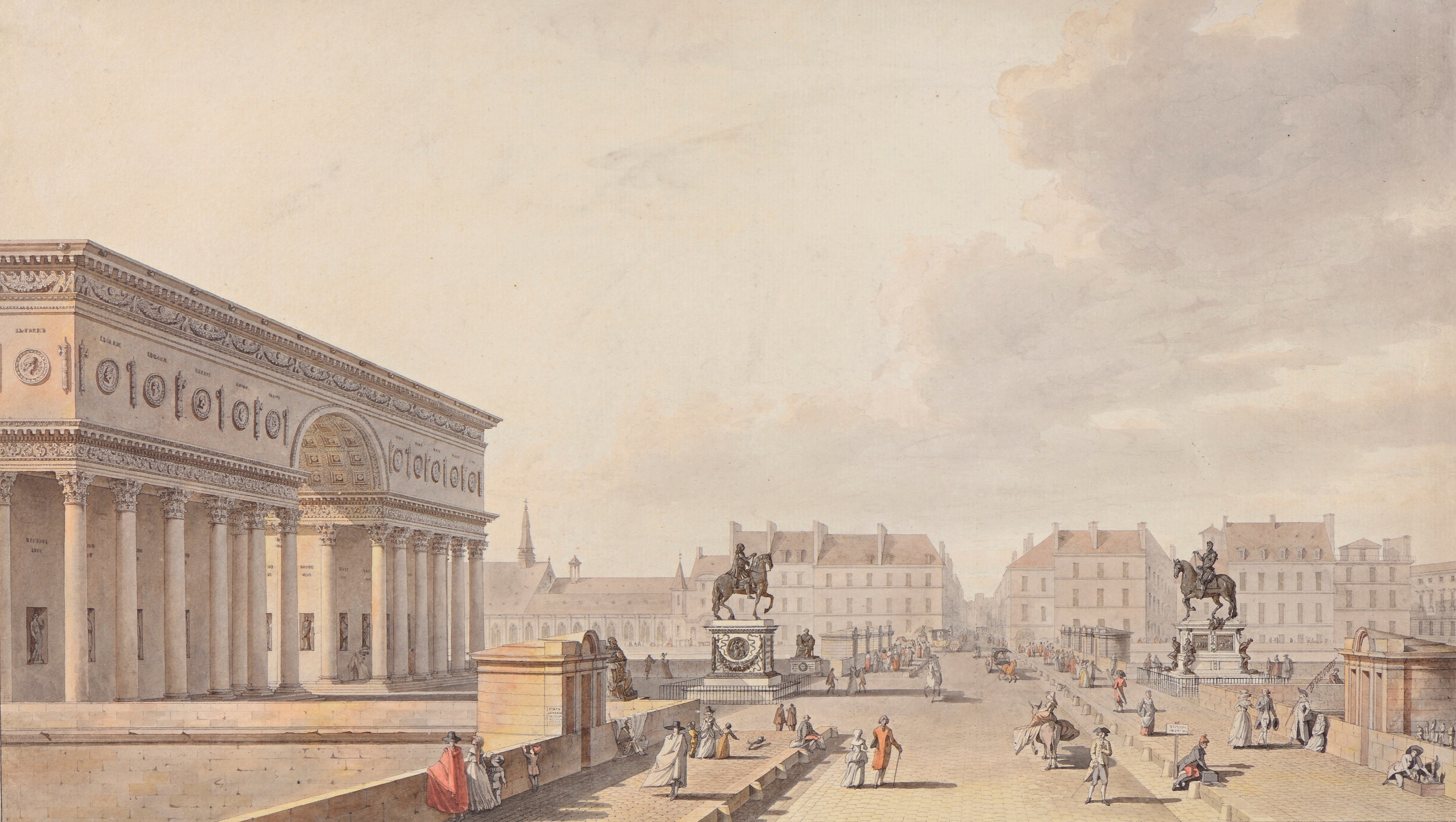
Projet d'aménagement du Pont Neuf avec arc de triomphe et statue de Louis XVI à l'entrée occidentale de la Place Dauphine (1787).
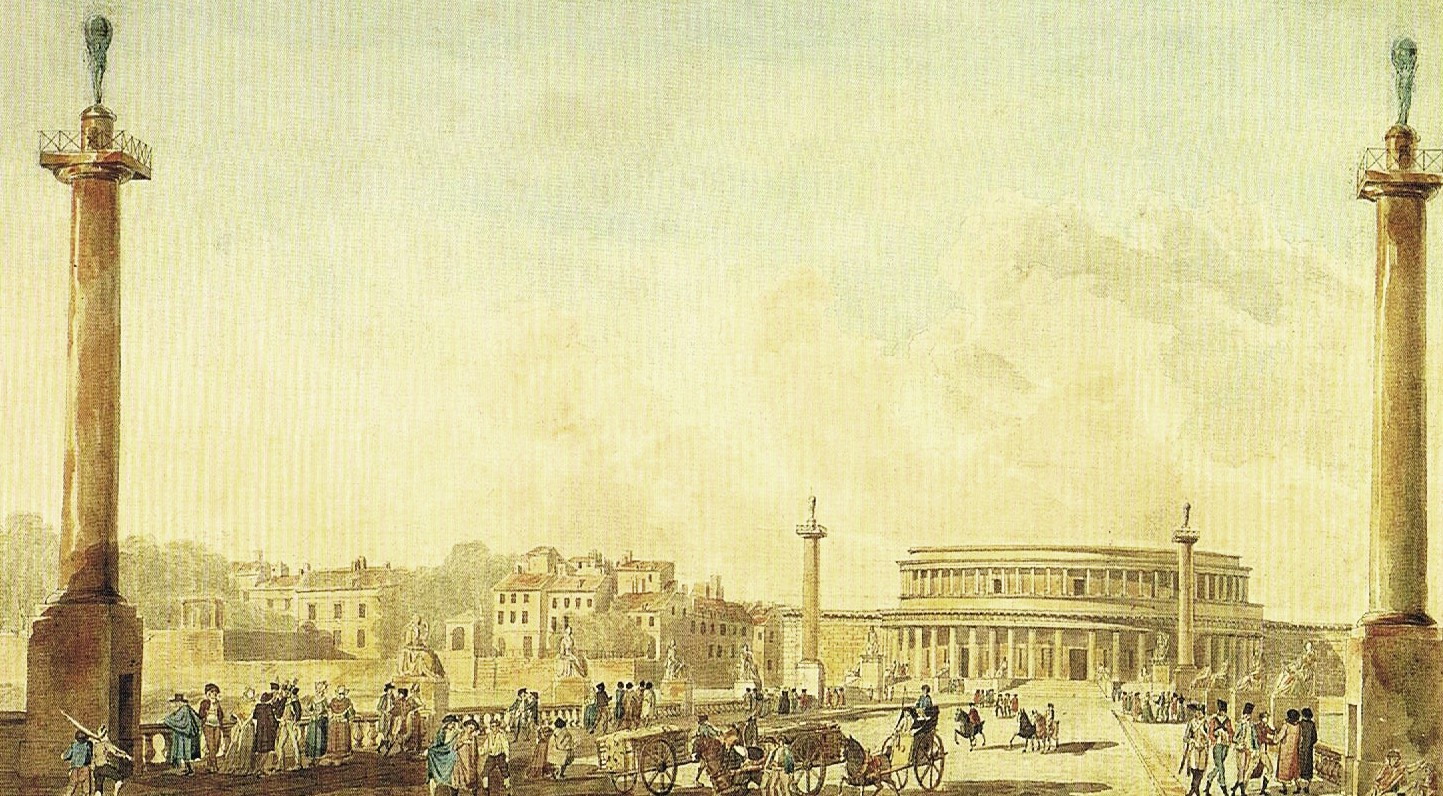
Projet de Gisors et Leconte pour la façade septentrionale du Palais Bourbon (1801).
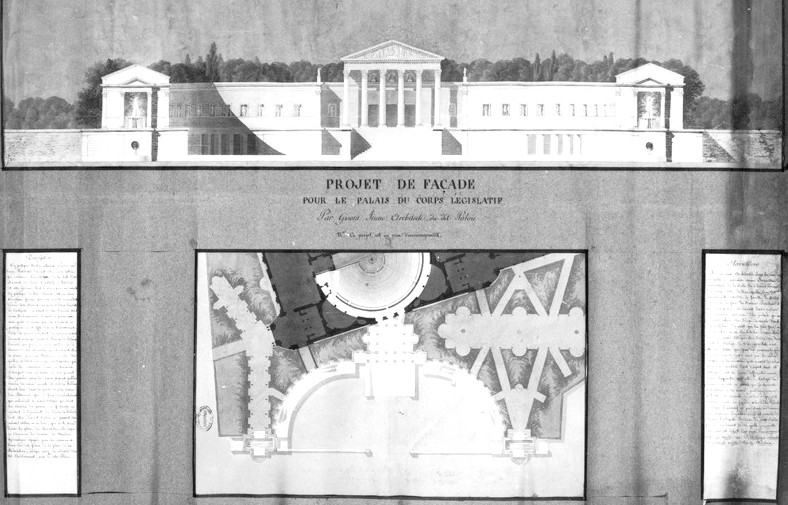
Autre projet de Gisors pour la façade septentrionale du Palais Bourbon (1803).
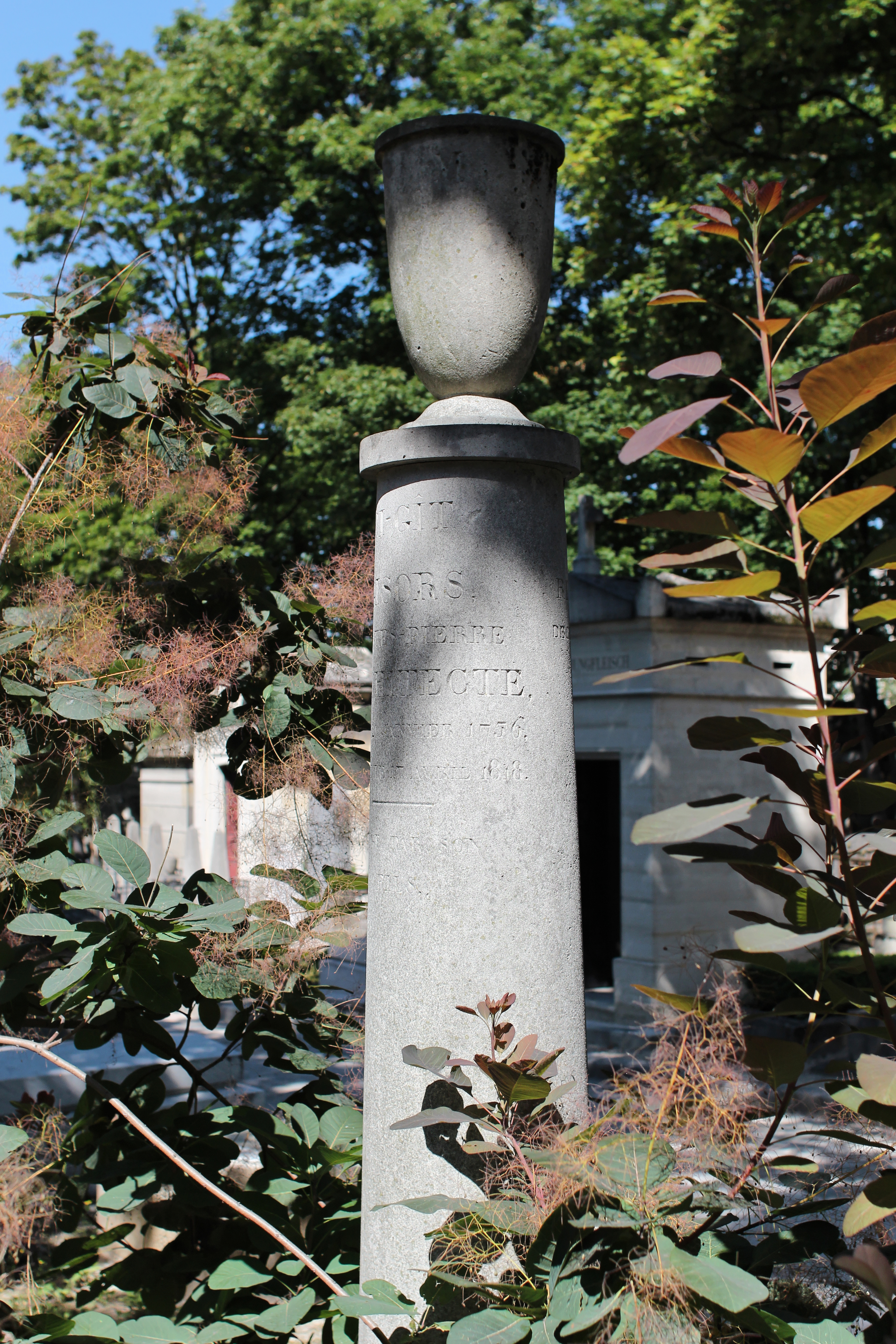
Tombe de Jacques-Pierre de Gisors au cimetière du Père-Lachaise.

## Gisors architectes

### Confusion
En 2000, Pierre-Dominique Cheyne souligne en note qu'il y a des erreurs dans le dictionnaire de référence Thieme-Becker. Il indique que « c'est à tort que Jacques-Pierre Gisors est dit le frère d'Alexandre Jean-Baptiste Guy de Gisors, auquel les auteurs attribuent la salle des séances de la Convention aux Tuileries, puis, avec Étienne-Chérubin Leconte, celle des Cinq-Cents au Palais-Bourbon, l'actuelle salle des séances de l'Assemblée nationale ». Il précise également qu'en 1985 madame E. Hubert, indique dans des notices sur les architectes « que Guy, non pas frère de Jacques-Pierre mais sans doute de sa famille, travailla sous ses ordres à la construction de la salle de la Convention dont Jacques-Pierre, architecte de la Convention puis des bâtiments du Corps législatif, est l'auteur », elle dresse également une liste des travaux que le dictionnaire attribue par erreur à Guy Gisors.

### Les Gisors architectes
Suivant les corrections ci-dessus, voici la liste des Gisors architectes avec les liens de parenté :
- Alexandre Jean-Baptiste Guy de Gisors (1762-1835) dit aussi « Gisors le Jeune » : sans doute de la même famille que Jacques-Pierre Gisors sans qu'il y ait de précision sur ce lien de parenté.
- Alphonse-Henri Guy de Gisors (1796-1866), fils d'un frère (non architecte) d'Alexandre Jean-Baptiste Guy dont il est donc le neveu.
- Louis-Jules Bouchot (1817-1907), neveu, par sa mère, d'Alphonse-Henri Guy.
- Louis Henri Georges Scellier de Gisors (1844-1905), petit-fils, par sa mère (il a fait ajouter « de Gisors » à son nom), d'Alphonse-Henri Guy de Gisors.